# Synaptothrips distinctus
Synaptothrips distinctus är en insektsart som först beskrevs av Bagnall 1915.  Synaptothrips distinctus ingår i släktet Synaptothrips och familjen smaltripsar. Inga underarter finns listade i Catalogue of Life.